# Galera (automóvil)

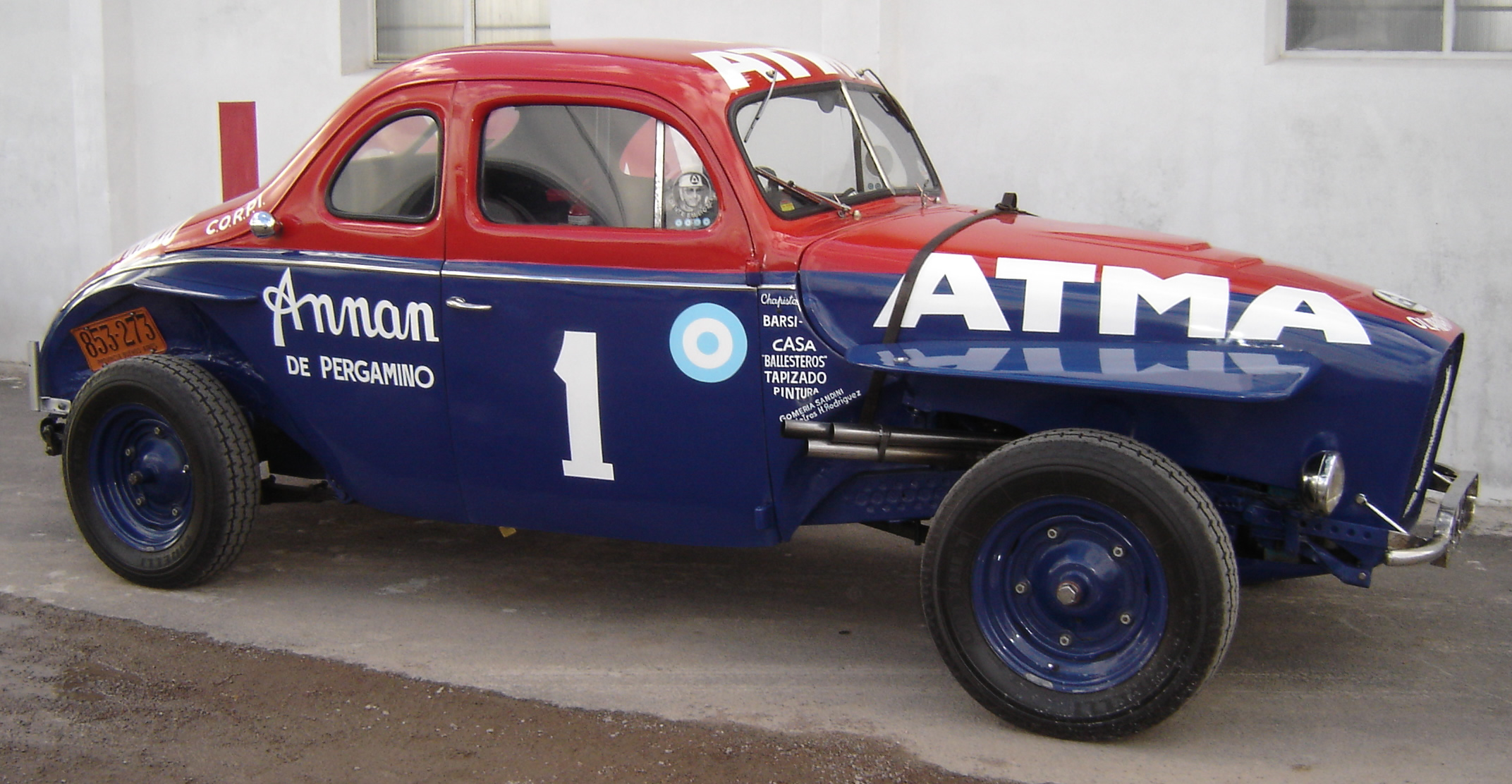
La Galera.

La Galera es una cupé Ford con el motor Ford V8 59 AB con válvulas laterales que los hermanos Dante y Torcuato Emiliozzi prepararon para competir en el Turismo Carretera entre las décadas de los años 1950 y 1960. Debe su apodo a su apariencia: era enorme y elegante, cuadrada e impactante.
La Galera fue creada de manera artesanal por los hermanos Emiliozzi, desde la carrocería originaria de una coupé Ford hasta algunas partes del motor como las tapas de cilindro.

## Historia

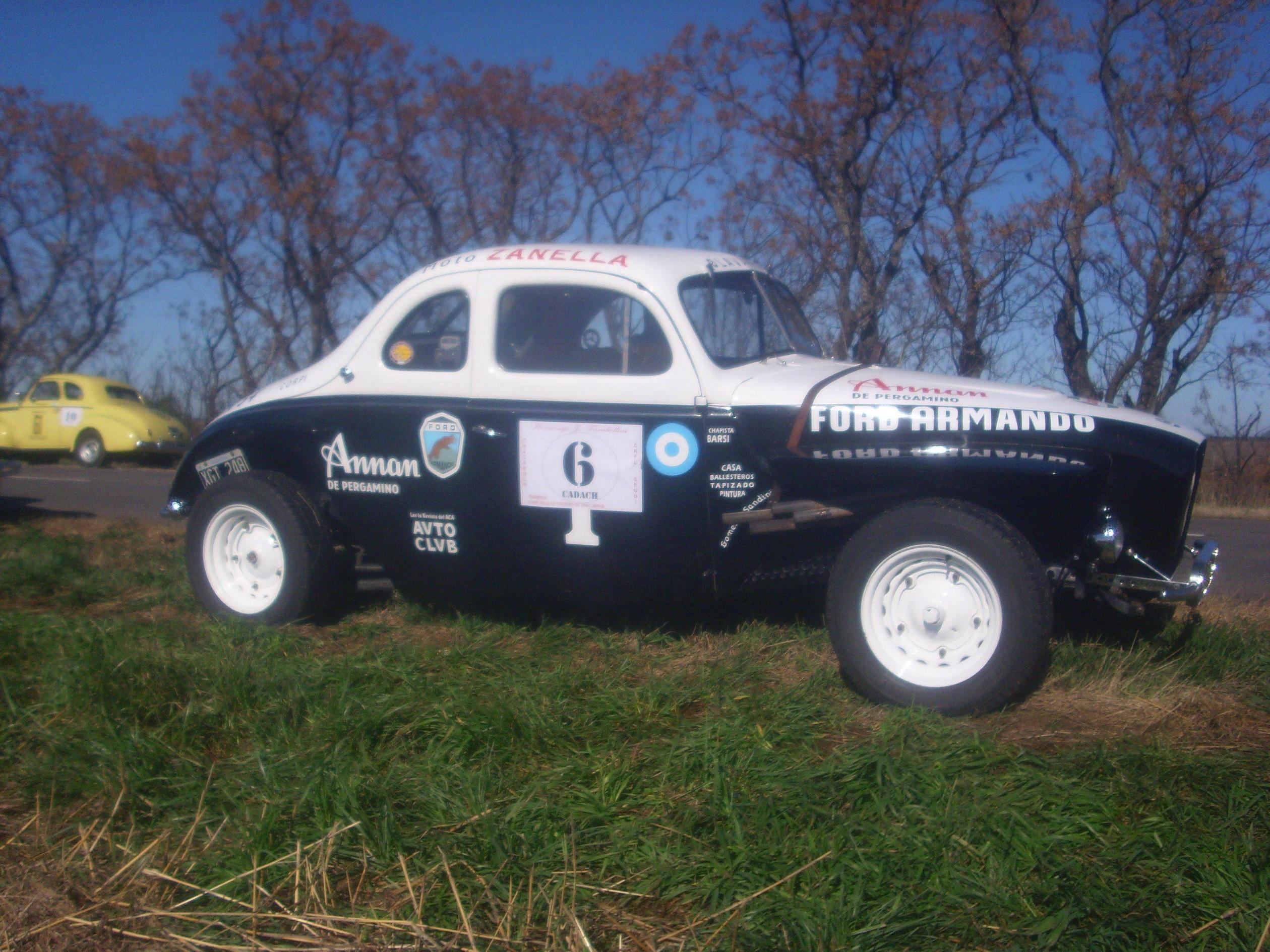
Réplica de La Galera de los Emiliozzi, exhibiendo los colores usados entre 1953 y 1963. Estos fueron los colores que dieron origen al mote que recibió el coche.

La primera intención de los hermanos Emiliozzi fue correr en una cupé Chevrolet pero como no pudieron conseguir una, compraron la cupé Ford en la ciudad de Tandil.
A lo largo de los 16 años que participó en el TC, estuvo pintada de diferentes colores:
- celeste metalizado, en degradé, un poco más claro abajo que arriba
- rojo
- blanco y negro
- rojo y azul

## Características técnicas
Estuvo montada sobre un chasis Ford, cupé, modelo 1939 comprado en Tandil. La carrocería fue modificada a través de los años.
Originalmente, la Galera tuvo dos motores, primero un motor Ford 1946 59-AB, el cual de fábrica con sus 8 cilindros en V a 90° tenía una potencia de 100 HP a 3.800 RPM, en su versión estándar.

## Records
El 31 de marzo de 1963 la Galera superó los 200 km/h de promedio en la carrera de Necochea registrando 203,526 km/h de promedio.

## Campeonatos
Ganaron los campeonatos de los años 1962, 1963, 1964 y 1965.
Obtuvieron el tercer puesto en los campeonatos de los años 1954 y 1959 y el cuarto puesto en los campeonatos de los años 1960 y 1961.
La siguiente tabla lista las carreras ganadas por la Galera conducida por Dante Emiliozzi acompañado por su hermano Torcuato.
| Fecha      | N.º de carrera del TC | Competencia                    | km recorridos | Velocidad promedio km/h |
| ---------- | --------------------- | ------------------------------ | ------------- | ----------------------- |
| 14-02-1954 | 132                   | Mil Millas Argentina           | 1609          | 170,902                 |
| 19-04-1959 | 206                   | Vuelta de Santa Fe             | 726           | 156,336                 |
| 16-08-1959 | 211                   | Vuelta de Hughes               | 604,500       | 156,336                 |
| 11-10-1959 | 215                   | Vuelta de Pehuajó              | 600,600       | 118,074                 |
| 21-02-1960 | 218                   | Vuelta de Olavarría            | 648           | 156,383                 |
| 26-02-1961 | 242                   | Vuelta de Olavarría            | 736           | 159,083                 |
| 18-06-1961 | 251                   | Vuelta de La Pampa             | 675,900       | 159,821                 |
| 08-10-1961 | 262                   | Vuelta de Nueve de Julio       | 348           | 136,837                 |
| 11-03-1962 | 268                   | Vuelta de Olavarría            | 605,200       | 165,861                 |
| 22-07-1962 | 277                   | Vuelta de Chacabuco            | 596           | 187,857                 |
| 21-10-1962 | 287                   | Vuelta de Rojas                | 668           | 167,675                 |
| 04-11-1962 | 288                   | 500 Millas mercedinas          | 633,500       | 187,320                 |
| 18-11-1962 | 289                   | Vuelta de Tandil               | 573,600       | 152,140                 |
| 03-03-1963 | 292                   | Vuelta de Olavarría            | 645,400       | 156,357                 |
| 17-03-1963 | 293                   | Vuelta de Pergamino            | 541,760       | 192,793                 |
| 31-03-1963 | 294                   | Vuelta de Necochea             | 737,400       | 203,526                 |
| 02-06-1963 | 299                   | Vuelta de Arrecifes            | 559,750       | 183,304                 |
| 09-06-1963 | 300                   | Vuelta de Bahía Blanca         | 586,600       | 188,146                 |
| 16-06-1963 | 301                   | Vuelta de La Pampa             | 675,900       | 162,265                 |
| 30-06-1963 | 302                   | Vuelta de Salto                | 559,750       | 178,466                 |
| 29-09-1963 | 308                   | 500 Millas mercedinas          | 586,500       | 197,135                 |
| 20-10-1963 | 310                   | Vuelta de 9 de julio           | 529,900       | 179,912                 |
| 27-10-1963 | 311                   | Vuelta de Tandil               | 573,600       | 169,717                 |
| 29-03-1964 | 317                   | Vuelta de Pergamino            | 541,750       | 194,307                 |
| 05-04-1964 | 318                   | Mar y sierras                  | 809,050       | 188,738                 |
| 03-05-1964 | 321                   | Vuelta de La Pampa             | 625,400       | 175,744                 |
| 24-05-1964 | 324                   | Vuelta de Santa Fé             | 660           | 186,960                 |
| 06-09-1964 | 338                   | Vuelta de 9 de julio           | 592           | 175,180                 |
| 13-09-1964 | 339                   | Vuelta de Pehuajó              | 619,750       | 173,429                 |
| 08-11-1964 | 344                   | Mil millas argentinas          | 740           | 188,463                 |
| 15-11-1964 | 345                   | Vuelta de Tandil               | 573,600       | 170,736                 |
| 21-02-1965 | 349                   | Vuelta de Firmat               | 608           | 179,816                 |
| 17-03-1965 | 351                   | Gran Premio Dos Océanos        | 4169,153      | 158,325                 |
| 25-04-1965 | 355                   | Vuelta de Necochea             | 737,400       | 204,950                 |
| 31-10-1965 | 379                   | Vuelta de San Antonio de Areco | 585           | 195,291                 |